# Нойенкирх
Нойенкирх (нем. Neuenkirch) — коммуна в Швейцарии, в кантоне Люцерн. 
Входит в состав округа Зурзее. Население составляет 5868 человек (на 31 декабря 2007 года). Официальный код — 1093.